# Nature Geoscience
Nature Geoscience è una rivista scientifica mensile sottoposta a revisione paritaria e pubblicata dal Nature Publishing Group. La caporedattrice è Tamara Goldin, che ha sostituito Heike Langenberg nel febbraio 2020. La rivista è stata fondata nel gennaio 2008.

## Perimetro editoriale
Nature Geoscience tratta tutti gli aspetti delle scienze della Terra, compresi la ricerca teorica, la modellazione e il lavoro sul campo. Vengono pubblicati anche ricerche nelle discipline correlate, come le scienze dell'atmosfera, la geologia, la geofisica, la climatologia, l'oceanografia, la paleontologia e le scienze spaziali.

## Indicizzazione
Gli abstract e gli articoli della rivista sono indicizzati da:
- CAB Abstracts
- Chemical Abstracts Service/CASSI
- Science Citation Index
- Current Contents/Physical, Chemical & Earth Sciences
- GeoRef

Secondo il Journal Citation Reports, la rivista ha ricevuto un fattore di impatto per il 2020 pari a 16,908.